# Vaccinium angustifolium
Vaccinium angustifolium är en ljungväxtart som beskrevs av William Aiton. Vaccinium angustifolium ingår i Blåbärssläktet, och familjen ljungväxter. Inga underarter finns listade i Catalogue of Life.

## Bildgalleri

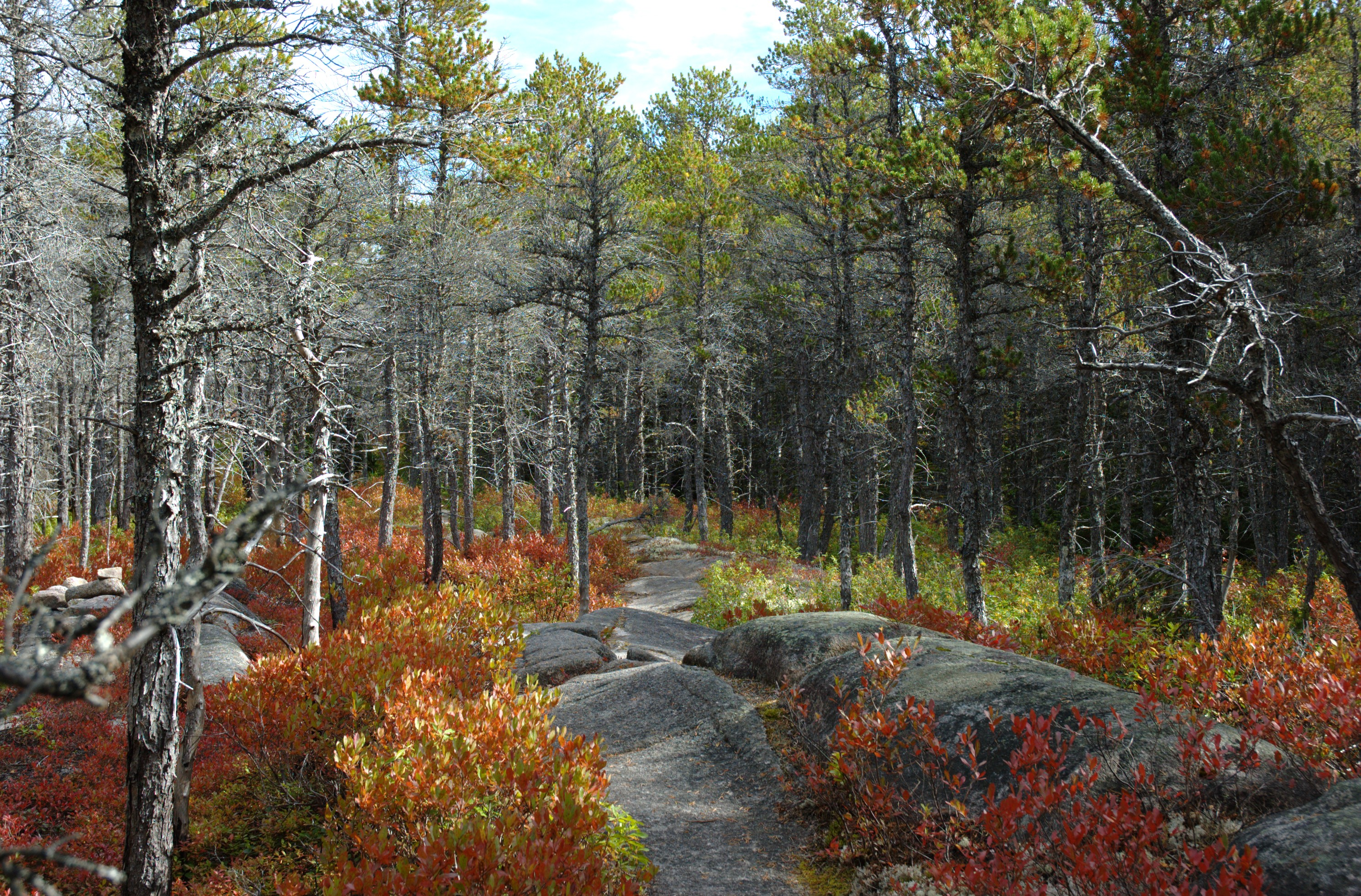
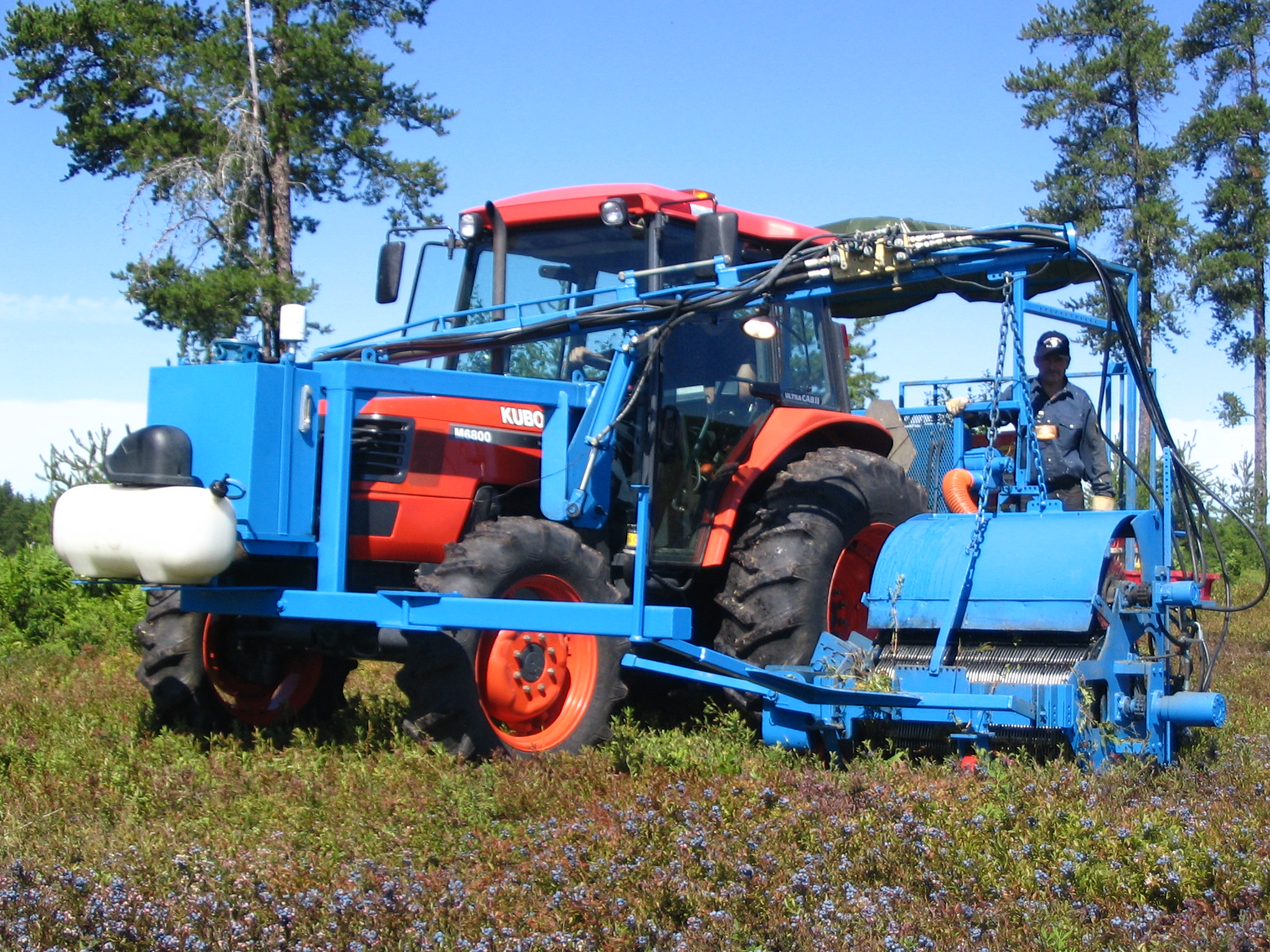